# Société végétarienne de France
La Société végétarienne de France (également connue sous le nom de Société végétarienne française) était une organisation végétarienne fondée en 1882 par G. Goyart. Le but de la Société était de « propager le végétarisme et de faire valoir les avantages de tout ordre qu'il présente ».

## Histoire
En 1880, Abel Hureau de Villeneuve fonde la Société Végétarienne de Paris, à Paris,. La Société avait son propre journal, La Réforme Alimentaire. La Société d'origine a fusionné avec la Société Végétarienne de France en 1882, organisée par le Dr Goyart,. En 1899, le président Jules Grand a reconstitué la Société avec trente membres initiaux. Les membres étaient des médecins, des ouvriers, des avocats et des soldats. Ces membres étaient des végétariens dévoués, mais les membres associés pouvaient également y adhérer.
En 1906, la Société compte 800 membres et collabore avec la Société Végétarienne de Belgique à leur revue, La Réforme Alimentaire. Ernest Nyssens, de Bruxelles, en était le rédacteur en chef. L'historienne Ulrike Thoms a constaté que « ses membres cherchaient activement à influencer la population par la diffusion de magazines, de tracts et de brochures ainsi que par le biais de conférences publiques. Ainsi, la Société était plus présente publiquement que ne le suggèrent les listes officielles réduites de membres ».
L'essai d'Elisée Reclus, Le Végétarisme, a été publié dans La Réforme Alimentaire en 1901.
Au début du XXe siècle, des médecins comme Fougerat de David de Lastours, Eugène Tardif, André Durville, Gaston Durville et Albert Monteuuis étaient membres de la Société. En 1909, la Société a déclaré compter 1 175 membres. La Société a publié La Réforme Alimentaire tous les mois jusqu'à son arrêt en 1914. La Société a publié le Bulletin de la Société végétarienne de France de 1916 à 1920.
Après le déclin de la Société, de nouveaux groupes de réforme alimentaire ont vu le jour. Paul Carton, qui était membre de la Société depuis 1909, a fondé la Société Naturiste Française en 1921.

## Sélection de publications
La Société a publié les livres suivants;
- Ernest Nyssens, Du traitement alimentaire du diabète par le régime vegétarien, (1900)
- Jules Grand, La Philosophie de I'alimentation, (1901)
- Louis Pascault, Le Régime végétarien considéré comme source d'énergie, (1902)
- Carlotto Schulz, La Table du végétarien, (1903)
- Jules Lefèvre, Examen scientifique du végétarisme, (1904) [12]
- Henri Colliere, Végétarisme et longévité, (1905)

## Voir également
- Liste des organisations végétariennes
- Association Végétarienne de France